# Naturschutzgebiet 'Aubachtal bei Wildensee'
Naturschutzgebiet 'Aubachtal bei Wildensee' este o arie protejată (arie specială de conservare — SAC, sit de importanță comunitară — SCI) din Germania întinsă pe o suprafață de 66,5 ha, integral pe uscat.

## Localizare
Centrul sitului Naturschutzgebiet 'Aubachtal bei Wildensee' este situat la coordonatele 49°48′48″N 9°18′37″E / 49.8133°N 9.3103°E.

## Înființare
Situl Naturschutzgebiet 'Aubachtal bei Wildensee' a fost declarat sit de importanță comunitară în noiembrie 2004 pentru a proteja 1 specie de animale. Situl a fost protejat și ca arie specială de conservare în aprilie 2016.

## Biodiversitate
Situată în ecoregiunea continentală, aria protejată conține 2 habitate naturale: Cursuri de apă de la nivel de câmpie la nivel montan, cu vegetație Ranunculion fluitantis și Callitricho-Batrachion, Fânețe de joasă altitudine (Alopecurus pratensis, Sanguisorba officinalis).
La baza desemnării sitului se află o specie protejată de  pești: cicar (Lampetra planeri).